# Laemolyta nitens
Laemolyta nitens är en fiskart som först beskrevs av Garman, 1890.  Laemolyta nitens ingår i släktet Laemolyta och familjen Anostomidae. Inga underarter finns listade i Catalogue of Life.